# Prostitutie in het oude Rome

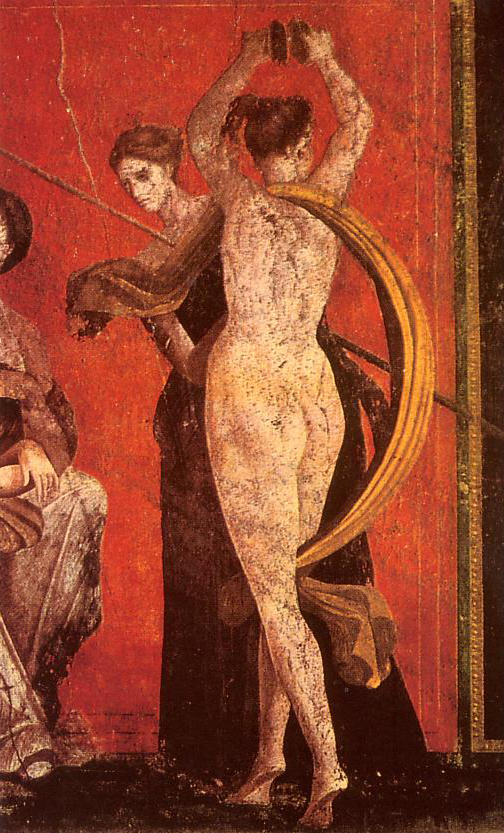
Naakte danseres (Villa dei Misteri, Pompeï).

Prostitutie was over het algemeen aanvaard in het oude Rome. We zijn vooral voor wat betreft de periode van het principaat (vroege keizertijd) goed geïnformeerd over dit onderwerp.

## Soorten bronnen
Ten aanzien van het thema prostitutie bestaat er geen uitvoerige beschrijving van een klassieke Romeinse auteur. De talrijk aanwezige bronnen over Romeinse prostitutie in de oudheid zijn dan ook verschillend van karakter. Meestal gaat het om terloopse opmerkingen in teksten die over een heel ander thema gaan. Het gaat om zowel historische als literaire werken. Veel van de eerdere opmerkingen zijn tegenwoordig moeilijk te interpreteren; hun waarde is, in de loop van de discussies, dan ook verschillend ingeschat. De belangrijkste auteurs zijn Catullus, Ovidius, Martialis en Petronius.
Ook het Romeins recht, dat zich deels uitvoerig met de prostitutie bezighoudt, vormt een belangrijk bron van kennis. Zo staat er in de Digesten een eerste omvangrijke en precieze definitie van het begrip prostitutie. Ook epigrafische teksten zijn voorhanden, vooral de graffiti uit Pompeï. Ten slotte zijn er, vooral uit Egypte, in op de economie betrekking hebbende teksten op papyri veel uitspraken over de economische dimensie van de prostitutie. In de meeste gevallen gaat het hierbij om geschriften uit de periode van ongeveer 200 v.Chr. tot ongeveer 300. Vooral de literaire bronnen hebben voornamelijk betrekking op het oude Rome. Indien niet anders wordt aangegeven, gelden de volgende uitspraken over de Romeinse prostitutie voor het tijdvak van de Late Republiek en de Romeinse Keizertijd tot de groei van het christendom onder Constantijn de Grote in de Late oudheid. Desalniettemin eindigt de prostitutie ook niet in deze tijd, ondanks de, deels heftige, traktaten van christelijke schrijvers (zie ook: de daarmee in overeenstemming zijnde paragraaf over de rechtspositie).

## Leefwereld van de prostituees

### Herkomst van de prostituees
De commerciële uitbuiting van zowel mannen als vrouwen voor seksuele doelen vormde slechts een deel van de gedwongen vormen van dienstverlening. Iedere slaaf en slavin kon door de eigenaar seksueel misbruikt of aan een derde, voor dit doel worden doorgegeven. Deze vorm van verkeer met slaven werd niet alleen erkend, maar werd zelfs in de literatuur beschreven en aanbevolen en werd op geen enkele wijze als schandelijk ervaren. Dit principe gold voor zowel de heren als hun slaven.
Omdat rijke mannen zich bij hun slaven konden uitleven zonder door schande te worden overladen, was er, in vergelijking met veel andere culturen, bij de Romeinen nauwelijks sprake van deftige prostitutie. Seksuele dienstverlening vond voor het grootste deel plaats in de onderste lagen van de samenleving. In de hogere kringen gold het vermaak door een prostituee eerder als Mecenaat. Het, eerder, geringe aantal van deftige prostituees trok hun rijke clientèle vooral aan door hun kunstzinnige seksuele kwaliteiten. Overheidsbescherming voor slavinnen bestond niet, omdat de staat alleen rekening hield met de rechten van de bezitter.
Er waren meerdere mogelijkheden om in de prostitutie terecht te komen. Het meest gangbaar was het transport van krijgsgevangenen. In later tijden, toen er steeds minder nieuwe slaven kwamen, werd de uitbreiding van het aantal slaven in het eigen huis steeds belangrijker. Andere mogelijkheden waren; georganiseerde mensenroof – vooral zeerovers maakten decennialang de wateren van de Middellandse Zee onveilig – evenals uithuisplaatsing van kinderen, kinderverkoop en ook het jezelf verkopen.
Maar niet alle slaven zaten in de prostitutie. In nieuwe onderzoeken gaat men ervan uit dat er een veel groter aantal vrijwillige prostituees was dan vroeger werd aangenomen. Vrijwillig betekende echter meestal slechts, dat de vrouwen niet door hun bezitters gedwongen werden hun lichaam te verkopen. De augusteïsche huwelijksverboden van prostituees en niet-eerloze personen legt de nadruk op het feit, dat er doorgaans een noemenswaardig aantal vrije prostituees waren. Zo is ook bekend, dat vrouwen zich sporadisch in bordelen inhuurden en daar voor eigen rekening werkten. Gedwongen prostitutie door de vader behoort ook tot de mogelijkheden. In de bronnen wordt hier voor het eerst gewag van gemaakt in de tijd van keizer Theodosius en Valentinianus. Tijdens hun keizerschap werden wetten aangenomen, die vastlegden, dat vaders het ouderlijk gezag (patria potestas) over hun dochters verloren, als zij hun dochters als prostituee lieten werken.
Voor vrije vrouwen in Rome waren de redenen om voor prostitutie te kiezen nauwelijks anders dan nu. Daartoe behoren een slechte economische positie, een gebrek aan opleiding en ernstige gebeurtenissen binnen het familieverband. Vaak was echter ook een goede reden dat men met prostitutie sneller, gemakkelijker en meer geld kon verdienen dan met zwaar lichamelijk werk, zoals in de textielfabricage.

#### Artes meretriciae: optreden, kleding en kunstvaardigheden

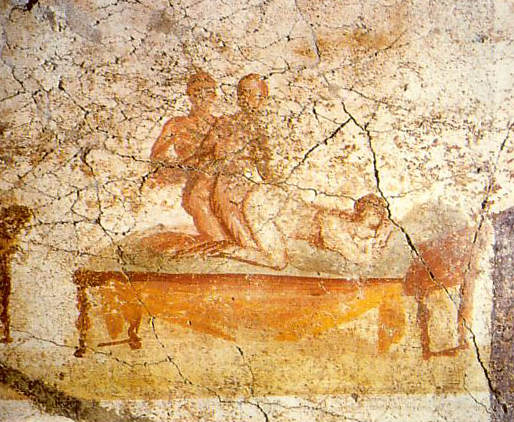
Twee mannen en een vrouw bij geslachtsverkeer (Stabiaanse Thermen, Pompeï).

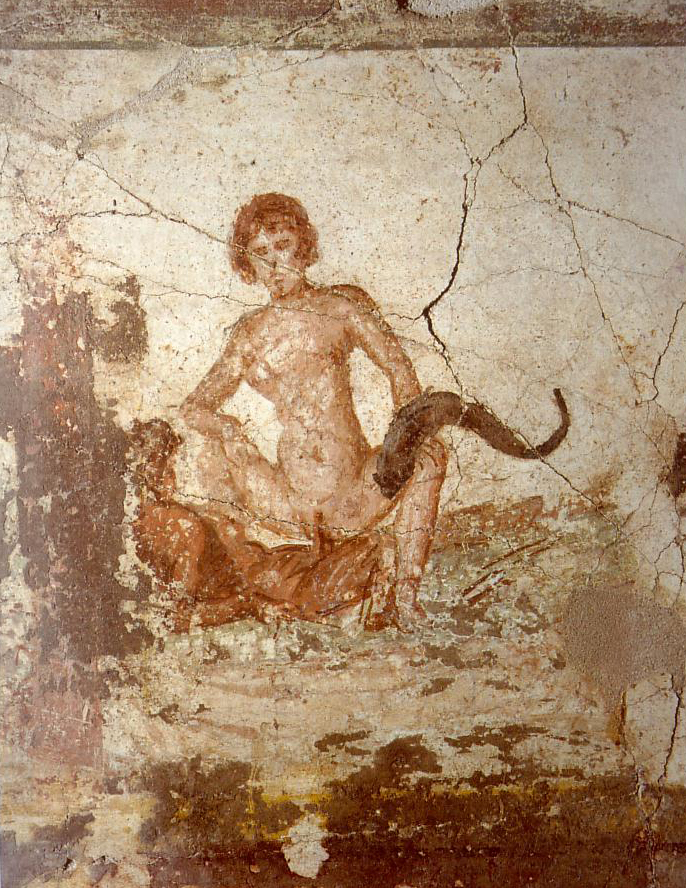
Vrouw bij geslachtsdaad zittend op een man (Stabiaanse Thermen, Pompeï).

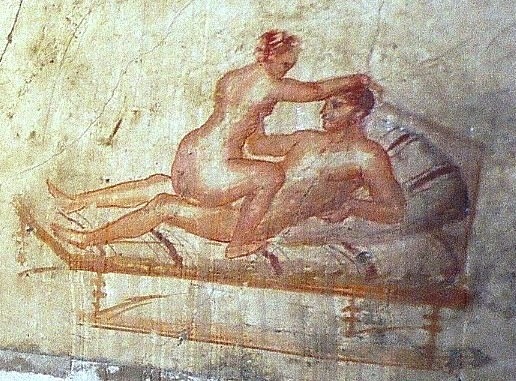
Geslachtsdaad op een Pompeïaanse muurschildering.

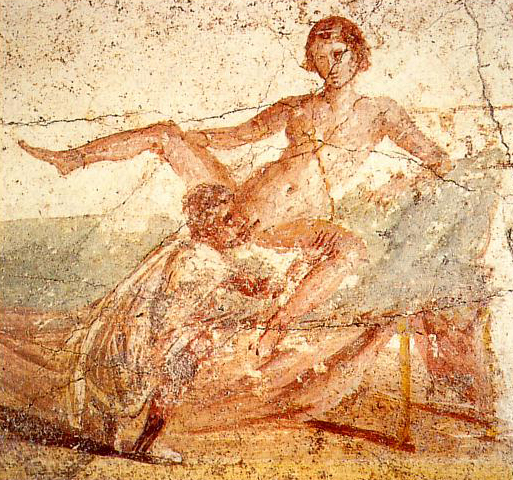
Man en vrouw bij cunnilingus (Stabiaanse Thermen, Pompeï).

Net zoals in andere tijden, moesten ook prostituees in het klassieke Rome ervoor zorgen dat zij aandacht trokken om klanten te winnen. Deze vorm van zelfpresentatie werd als ars meretricia aangeduid. Die werd van prostituee op prostituee overgedragen en doorgegeven. Het betrof hier schoonheidstips en algemene omgangsregels.
Voor een fatsoenlijke Romeinse vrouw was het niet geoorloofd om bijzonder opvallend of zelfs ophitsend over straat te gaan. Voor deernen was dit echter absoluut noodzakelijk. Als ze niet werkten, droegen ze de kleding van de eenvoudige bevolking, maar hun beroepskleding voldeed absoluut aan een geraffineerde code: deels stelden de bordeelmeisjes zich naakt, of met naakte borsten, ten toon. Geliefd waren ook de doorzichtige, van geschoren materialen vervaardigde korte kleden die uit bonte, vanuit het oosten geïmporteerde, stoffen werden vervaardigd.
Om lichamelijke gebreken, of schoonheidsfoutjes, te maskeren waren prostituees zeer bedreven in de kunst van het schminken en het gebruik van huidverzorgingsproducten. Vooral het overmatig gebruik van parfum was  spreekwoordelijk en wordt in de literatuur veelvuldig beschreven. Ook aan de kapsels werd grote waarde gehecht. Omdat blondines als bijzonder erotisch werden gezien, blondeerden prostituees vaak hun haar of droegen blonde pruiken. Zeer wijdverbreid was ook de depilatie: prostituees zonder schaamhaar waren erg populair, ook al laat sommige graffiti van mannen in Pompeï een andere mening zien. De voorbereiding van het depileren was echter niet aangenaam omdat men arseen en kalkloog op het te verwijderen schaamhaar streek.
De depilatie vond over het algemeen plaats in de thermen. Veel bordelen hadden een eigen wateraansluiting en een daarbij passend, zelfs spreekwoordelijk, waterverbruik. Prostituees die hun geld op straat verdienden, konden zich zo'n luxe zelden permitteren en gingen pas na hun werk naar de openbare baden. In de Romeinse cultuur was er geen afschuw voor alle onzindelijkheden met betrekking tot seksualiteit. Prostituees die zich niet verzorgden verloren snel hun klanten. Vooral door de uitoefening van ongewone praktijken zoals orale of anale seks kregen de prostituees de naam dat zij onrein waren.
Het waren juist de praktijken, die men een zedige Romeinse matrona of een concubine niet wilde aandoen, die veel klanten wel in de armen van prostituees dreef. Vooral voor jongere mannen gold het als normaal, gebruikelijk en zelfs gezond, prostituees te bezoeken. Daar tegenover stond, dat men niet graag zag dat oudere mannen dit deden. Seks op hogere leeftijd was in zekere zin een taboe in de Romeinse samenleving. Oudere mannen, die prostituees bezochten, moesten rekening houden met de spot van de anderen, omdat zij geacht werden boven hun driften te staan. Vooral orale seks genoot bij de klanten hoog aanzien en gold als een soort „koningsleer“ onder de seksmethodes. Niet het minst de talloze graffiti in Pompeï getuigen daar nu nog van. Toch werd het de prostituees vanwege de uitoefening van hun werk veelvuldig een slechte adem verweten.
Vaginaal geslachtsverkeer werd over het algemeen in de vandaag de dag als missionarishouding bekende vorm, of in een positie waarbij de prostituee haar klant „bereed“ bedreven. De afloop van deze handelingen was meestal onpersoonlijk en ten dele ronduit brutaal. Het enige doel was de bevrediging van de mannelijke lusten. Ook voor andere voorliefdes moest een man naar een bordeel gaan. Zo werd het oraal bevredigen van de vrouw in de Romeinse maatschappij afgekeurd. Wilde een man dit toch doen, was de enige mogelijkheid een prostituee op te zoeken, omdat het als onaanvaardbaar gold voor zijn eigen vrouw (een fatsoenlijke matrona). Binnen het huwelijk werd alleen vaginaal geslachtsverkeer als normaal beschouwd. Een echtgenote zou bovendien meestal geen plezier beleven bij deze seksuele daad, dat alleen het verwekken van legitieme nakomelingen tot doel had. Mannen, die graag vrouwen oraal bevredigden, golden als impotent. Evenzo gold voyeurisme als teken van impotentie. Toch werden prostituees ook voor geslachtsverkeer door toeschouwers betaald.
Andere vormen zoals sadomasochisme of coprofilie zijn niet bekend.

### Prostitutieplaatsen
Ondanks de vaak slechte, of onduidelijke, bronnen kan worden vastgesteld dat prostitutie over het hele Romeinse Rijk verbreid was. Bijzondere trefpunten waren daarbij de steden en plaatsen, zoals herbergen of soortgelijke publieke centra op het platteland, waar men prostituees of slavinnen vond, die ten gunste van hun heer seksuele diensten aan de gasten verleenden.
In de steden zijn enkele plaatsen aan te wijzen die een bijzondere voorkeur genoten voor het opnemen van contact tussen prostituees en klanten. De beste bron is Ars amatoria van Ovidius, waarin uitvoerig de beste plaatsen voor het opnemen van contact beschreven worden. Favoriete plaatsen waren respectievelijk zuilengalerijen, tempels – in de eerste plaats die, vooral door vrouwen vereerde goden gewijd waren, zoals Isis, Pax, Ceres, Bona Dea of Magna Mater, maar natuurlijk ook Venus – Baden, het circus en het theater en in Rome met name ook in de armenwijk Subura. Aan de randen van de stad kon men prostituees aan de uitvalswegen bij de stadspoorten vinden. Bijzonder berucht waren hier de grafstraten. In de provincie zijn militaire kampen en bordelen vaak direct in elkaars nabijheid te vinden. Dat is waarschijnlijk ook een oorzaak voor het feit dat Romeins legionairs niet mochten trouwen. Zowel voor de poorten als bij de militaire kampen waren waarschijnlijk vooral de reizigers of de, voor korte tijd in Rome gestationeerde, soldaten de belangrijkste klanten, terwijl in de Subura hoofdzakelijk de, daar levende, bewoners waarschijnlijk als klant golden.
Het normale Romeinse bordeel werd als lupanar aangeduid, dat afgeleid is van het woord lupa (wolvin). Andere aanduidingen waren lustrum (moeras, plassen, wildholletje; in meervoud lustra ook bordeel en „losbandig leven“) of fornix (gewelf). Vooral de beide eerste benamingen hadden destijds reeds een negatieve bijklank. Bordelen waren privé-ondernemingen. Alleen in Egypte zijn aanwijzingen te vinden voor strakker georganiseerde besturingssystemen, waarover tot nu toe nog geen precieze verklaringen kunnen worden gegeven.
Er zijn meerdere vormen van bordelen of bordeelachtige onderkomens:
- het van oorsprong als bordeel geplande bordeelgebouw,
- andere bedrijfssoorten, die naast hun eigen producten ook seksuele diensten aanboden, zoals herbergen, kroegen, winkels (vooral bakkerijen),
- eenpersoonskamers, die meestal naar de straat toe lagen.

Vooral de laatste beide vormen zijn zeer moeilijk te traceren, omdat hier vaak ook andere bestemmingen aan kunnen worden gegeven, wat echter niet zonder meer uit te sluiten is.
Naar een, uit de tijd van Constantijn stammend, register waren er in Rome 45 lupanaren. In het in korte tijd daarna ontstane Curiosum werden zelfs 46 genoemd. Voor Pompeï werden vroeger sterk overdreven aantallen aangenomen, vandaag de dag gaat men er echter van uit, dat slechts een enkel bordeel van het eerstgenoemde type in de stad lag. Dit lupanar van Africanus en Victor is nu het belangrijkste archeologische voorbeeld van een Romeins bordeel. Het had tien kamers. Vijf daarvan bevonden zich op de begane grond. De vijf andere ruimtes bevonden zich op de, niet behouden, eerste etage. De op de begane grond, rond een gang en slechts twee vierkante meter grote, kamers waren kleiner dan die op de daarboven gelegen etage en herbergden vermoedelijk de goedkopere meisjes. In elke kamer bevond zich een gemetseld bed met een verhoogd opgemetseld bovenstuk. Andere inrichtingselementen waren er echter niet, met uitzondering van olielampen, die de vensterloze ruimtes verlichtten. De ruimtes werden gesloten door een houten deur of door een gordijn. De, uit de literatuur bekende, miserabele lucht is dan ook begrijpelijk, omdat er naar de gang toe slechts een kleine opening was.
De wanden van de gang waren aan de bovenkant met erotische scènes beschilderd. Dat komt in de buurt dat deze afbeeldingen zowel stimulerend moesten zijn voor de wachtende klanten, alsmede als een soort prestatiecatalogus is te interpreteren. Zulke catalogi schijnen ook op papyrus te hebben bestaan. Ze zijn in ieder geval uit afbeeldingen bekend. De wandschilderingen werden in het onderzoek nog tot voor kort genegeerd, omdat veel onderzoekers deze afbeeldingen als immoreel beschouwden. Ze werden nooit beschreven. De huidige toestand is dienovereenkomstig slecht.
De bordelen kenden voor het winnen van klanten een actieve reclamecampagne. De entrees van de huizen van plezier waren op verschillende manieren gekarakteriseerd. Mogelijk waren bijvoorbeeld reliëfs met erotische voorstellingen of fallusreliëfs of lampen met fallussymbool. Toch is ook hier de betekenis veelal moeilijk, omdat zulke voorstellingen doorgaans gebruikelijk waren en niet dwingend een verband met prostitutie hoefden te hebben. Een andere mogelijkheid was reclame door graffiti op de muren. Dezen waren voor een deel zeer duidelijk, omdat zij op schreeuwerige wijze met grote hoofdletters daarop werden aangebracht. Vaak waren het de prostituees zelf die deze opschriften aanbrachten, vaak de souteneur of eigenaar, vaak echter ook een tevreden (maar ook een ontevreden) klant.
Klaarblijkelijk waren er ook subtielere methodes om reclame te maken. Zo hadden enkele prostituees teksten op hun zolen aangebracht, waarvan de afdrukken in het zand de mannen attendeerden; ze kunnen meegaan. Veruit minder subtiel waren de eerder brute methodes, waarmee menige bordeelhouder klanten lokte; het waren aanbrengers van klanten en klantenvangers die onderweg waren, die in slechtere tijden deels ook geweld aanwendden, om de klandizie voor hun voorspoed te dwingen. Ook de prostituees poogden menigmaal klanten met zich mee te trekken, en waren bij een mislukking bekend om hun scheldkanonnades. Het eenvoudigste middel voor klantenwerving was echter, als de prostituees schaars gekleed voor het bordeel stonden of zaten.
Onduidelijk is de betekenis van meerdere tessera, die mogelijkerwijs als tegoedbonnen van keizers als strooibiljetten onder het volk werden uitgedeeld. De betekenis van deze spintria is in de wetenschap zeer omstreden; veel aspecten pleiten voor, dat naast tegoedbonnen voor het „Circus“, graan en wijn maar ook tegoedbonnen voor bordeelbezoek werden verdeeld. Daarvoor pleit niet alleen de versiering met merktekens met seksuele motieven zoals posities, maar ook de nummering van één tot zestien as, wat het meest gangbare tarief voor een prostituee was.

### De klanten
In principe was het net als bij de Grieken ook bij de Romeinen gebruikelijk, dat uitsluitend mannen het recht hadden op prostituees van beide geslachten. De Romeinse samenleving voorzag niet in de situatie, dat vrouwen buiten het huwelijk of middels een concubinaat seksuele contacten hadden. Het huwelijk was noch voor de bevrediging van lust voor de man of vrouw bedoeld, maar in de eerste plaats voor het verwekken van legitieme nakomelingen. Zelfs de ontwikkeling van liefde was van ondergeschikt belang en werd hoogstens als een toegift beschouwd. Hoewel vrouwen als het slechte en wellustige geslacht werden beschouwd, werd hun de vrije uitleving van hun seksualiteit noch in een verhouding noch als prostituee toegestaan. Seksuele bevrediging mochten, naar de in de Romeinse wereld heersende opvattingen, alleen mannen verlangen. Omdat dit binnen een huwelijk of concubinaat niet mogelijk was en bepaalde sekspraktijken als ongeoorloofd golden, was het voor een Romeinse man absoluut toegestaan, zijn bevrediging in een bordeel te zoeken.
Wie geen eigen slaven, of op andere wijze afhankelijke personen, ter beschikking had, kon op vele plaatsen in de stad prostituees aantreffen. Dure courtisanes liet men zeker thuiskomen, evenals danseressen, musiciennes, zangeressen, die bij feesten optraden en niet zelden ook voor seksuele genoegens te vinden waren. Wie zich dit niet kon veroorloven, ging naar een bordeel of zocht op straat naar een geschikte man of vrouw. Ofwel trok men zich dan in een huurkamer terug, ging naar de kamer van de prostituee of zocht eenvoudigweg een plaats, waar men de daad mogelijk ongezien kon vervullen. Berucht waren daarbij de grafstraten voor de stadspoorten. De daar actieve, busturiae genoemde prostituees, waar men kwaad over sprak, zij zouden het vooral met de dodengraven bedrijven, waren bijzonder goddeloos. Zij golden als onderste trede die een prostituee kon bereiken.
Een groot deel van de prostitutie speelde zich af binnen de eenvoudige stadswijken en was daar alom aanwezig. Prostituees werden niet uit de samenleving gesloten, maar maakten er deel van uit. Weliswaar waren zij onderworpen aan zekere beperkingen – zoals bij de huwelijkswetgeving – en moesten een bijzonder tarief betalen. Zelfs bij de religieuze culten waren zij echter geïntegreerd en namen vaak, zelfs vaak in verantwoordelijke functies, deel aan de festiviteiten en mysteries. Daardoor leefden de klanten en de prostituees vaak nauw met elkaar samen en kwamen daarbij vaak uit hetzelfde milieu. De prijsvorming hield in, ook de vaker voorkomende seksuele dienstverrichtingen op te eisen. Een man kreeg voor weinig geld relatief veel terug en kon ook vaak dingen doen, die met zijn eigen vrouw onmogelijk leken. Toch was het respect voor de verleners van seksuele diensten niet gebruikelijk, en bordelen golden, niet in de laatste plaats, als oorden van geweld. Ook als S&M-spelletjes niet uit de prestatiecatalogi bekend zijn, is uit de literaire overlevering regelmatig de ruwe omgang van klanten met prostituees bekend, die geslagen werden en waarbij ook bij het verkeer nauwelijks aandacht werd geschonken. Een prostituee had bij de uitoefening van haar bezigheden geen aanspraak op een fatsoenlijke behandeling, hetgeen door veel mannen werd uitgebuit. Een samenleving, die eerder ruwe zeden kende – denk hierbij alleen al gladiatorenspelen en dierhetzen –, sloeg vervolgens ook geen acht op de gemoedstoestand van koopbare vrouwen en mannen. In de kunst zijn er echter, anders dan uit de Griekse tijd, niet van dergelijke voorstellingen bekend. Waarschijnlijk nog slechter dan de prostituees in het bordeel verging het diegenen, die op straat hun geld verdienden. In de literatuur werden de klanten ook veelvuldig als dronken gepeupel beschreven. Om geld te besparen, kwam het mogelijk ook voor, dat twee klanten een vrouw deelden, zoals op graffiti in Pompeï te zien is.
In de loop van de tijd ontstonden er voor de specifieke wensen van de klanten ook specifieke bordelen. Zo waren er naast lupanaren voor vrouwen en mannen waarschijnlijk ook bordelen met dieren of kinderen. Martialis looft keizer Domitianus ervoor, dat hij een verbod op de verkoop van kinderen voor ontuchtdoelen uitgevaardigd heeft. Evenwel sloot dat niet uit, dat in huis geboren slaven ook in het vervolg misbruikt werden. Maar ook hier zijn de bronnen niet eenduidig te interpreteren.
Een niet te onderschatten deel van de bordeelbezoekers vormden de slaven en vrijgelatenen, die nauwelijks een andere mogelijkheid hadden, om hun lusten te bevredigen. Ook hierover geven de graffiti op de muren van de bordelen in Pompeï eens te meer een veelzeggende getuigenis, hetgeen ook in de literatuur goed aangetoond kan worden. Zo slaat bijvoorbeeld Cato maior een slaatje uit het feit, dat hij zich door zijn mannelijke slaven, die toestemming hadden gekregen voor verkeer met zijn slavinnen, liet betalen. In de literatuur onderscheiden zich uiteindelijk twee slaventypen: aan de ene kant de vlijtige landslaaf, aan de andere kant de verloederde stadsslaaf. Hier is ongetwijfeld een kern van waarheid, omdat in de stad alle stedelijke genoegens – ook voor slaven – binnen handbereik waren er, naast de bordeelbezoeken, ook de bezoeken bijvoorbeeld in de thermen en die bij de spelen konden worden afgelegd. Op het platteland waren deze mogelijkheden slechts beperkt aanwezig of helemaal niet.
Naast de klanten uit de onderlaag was er vermoedelijk een niet gering aantal jongere jongens uit de bovenlaag, die bij de eenvoudige prostituees „hun gewei afstootten“. Waar oudere vertegenwoordigers uit de bovenlaag een slecht aanzien hadden, wanneer ze een bordeel ook maar betraden, zag men het voor de jongere bezoekers door de vingers. Het gold als ongepast wanneer ze in de bordelen hun erfenis verbrasten.
De, vooral in de bovenlaag van de samenleving geliefde, courtisanes waren, anders dan een normale prostituee, voor de rijke beschermheer net als een Griekse Hetäre, doorgaans ook voor langere relaties te krijgen. Vaak hadden ze slechts enkele klanten, die zij vermaakte. Zulke amicae zijn van de kant van vele belangrijke mannen uit de oudheid bekend, zoals van Scipio minor, Sulla, Verres, Pompeius en Marcus Antonius. In het Romeins recht werden deze courtisanes, niet in de laatste plaats vanwege hun keuzevrijheid, niet als prostituees beschouwd.
Een niet onaanzienlijk deel van de klanten vormden de soldaten. Overal waar zich het Romeinse leger verzamelde, waren ook de prostituees in de legertros aan te treffen. De soldaten, die immers sinds de wetgeving van Augustus tot aan de rang van centurio's niet mochten trouwen en een lange diensttijd aflegden, hadden nauwelijks een andere keus dan seksuele contacten met prostituees aan te gaan. De strenge voorschriften van Augustus werden gedurende de regeringsjaren van Traianus en Hadrianus versoepeld en onder Septimius Severus helemaal opgeheven. Veel soldaten hadden ook slavinnen, die zeker ook seksueel ten dienste moesten staan. Homoseksuele contacten waren binnen de troepen een onwenselijk verschijnsel, vooral dan, wanneer hogere rangen hun macht over de eenvoudige soldaten in deze richting misbruikten. Sinds Caligula hadden die soldaten nog een ander verband met de prostituees, omdat zij vanaf deze tijd voor de inname van de hoerenbelasting verantwoordelijk waren.

#### De profiteurs van de handel
Bij de reconstructie van de werking van het souteneurschap en gelijksoortige personen is de interpretatie moeilijk. Reeds in vroege komedies worden vaak lenones en lenae, souteneurs en souteneuses, genoemd. Zij worden uiterst negatief op de voorgrond geplaatst. Hoewel het beroep van de leno tot in de tijd van Valentinianus I en Theodosius I, die ten slotte het souteneurschap verboden, doorgaans een erkend beroep was, hadden zij in elke periode een laag aanzien en waren zij onderworpen aan het recht der infamia. Leno waren souteneurs in kleine stijl. Veel van hen hebben mogelijkerwijs alleen hun eigen vrouw, dochter of beschermeling geprostitueerd. Sinds de Augusteïsche wetgeving was deze vorm van prostitutie als zijnde echtbreuk verboden.
Ook de herbergiers, caupones, waren veelvuldig werkzaam als souteneurs in kleine stijl. Velen verhuurden kamers aan prostituees en hun klanten, of boden naast spijzen en dranken ook hun meest slaafse bediendes voor seksuele diensten aan. Naast herbergiers en caféhouders worden vaak ook badmeesters, kappers en, zeer vaak, bakkers genoemd.
Niet zelden voedden prostituees hun eigen dochters, of vondelingen, op om hen later voor zich te laten werken en op deze wijze een inkomen te verwerven tijdens de oude dag. Dat verklaart ook de vondst van veel mannelijke, en slechts weinig vrouwelijke babyskeletten in een Romeins bordeel. In de Romeinse samenleving gold prostitutie door vrije kinderen als een van de verwerpelijkste daden die men kon begaan, die zelfs niet met een dreigende hongerdood te verontschuldigen was. Evenwel was het legaal; bij de zogenaamde onvrije kinderen had men deze bedenkingen niet.
Professionele souteneurs waren alleen te vinden als bezitters of pachters van bordelen. Er is geen informatie beschikbaar, dat de straatprostitutie in districten was opgedeeld en dat deze districten door afzonderlijke souteneurs werden geleid. Professionele souteneurs hadden meerdere mogelijkheden om aan slaven te komen. Eén mogelijkheid was de slavenmarkt, of de aankoop van kinderen van noodlijdende ouders, maar ook door het opvoeden van vondelingen- en in huis geboren kinderen. Vaak had een bordeel meerdere eigenaren. Hiervan zijn voorbeelden bekend, waarbij de eigenlijke bezitter niet bij name bekend wilde zijn, omdat aan deze functie een slechte naam was verbonden. In dat geval liet hij het etablissement door andere personen, meestal een vrijgelatene of een slaaf, runnen.

#### Prijs
De prijzen voor de verschillende vormen van seksuele dienstverlening zijn deels literair, deels op papyrus, maar vooral epigrafisch in de vorm van graffiti op de muren van Pompeï overgeleverd.
Uit de bronnen komt een normale prijsklasse van 2 tot 16 as (het laatste komt overeen met één denarius) naar voren. De literaire bronnen geven ook lagere prijzen weer, waarbij vooral de prijzen onder één as ongeloofwaardig zijn. Evenzeer zijn veel hogere prijzen ongeloofwaardig, hoewel er doorgaans Hetären waren, die goed tot buitengewoon goed betaald werden. De meeste bronnen met hoge prijzen, met name als ze in samenhang met de naam van Romeinse keizers worden genoemd, zijn mogelijkerwijs als tegen de keizer gerichte propaganda te beschouwen.
Uit Pompeï zijn door graffiti bedragen tussen de twee en 23 as genoemd. Ongeveer de helft van de genoemde prijzen noemt twee as. Daarmee kan men ervan uitgaan dat dit de gebruikelijke prijs was, die sporadisch werd verhoogd. Ook kan aangenomen worden, dat voor hogere prijzen meer werd geboden of dat de prostituees bijzonder mooi waren. Evenzeer wordt vermoed, dat deernen die hogere prijzen verlangden, minder klanten per dag hadden. Bijzonder hoge prijzen zullen voor maagden zijn gevraagd.
Bronnen over de prijzen buiten Rome en Pompeï zijn sporadisch aanwezig. Toch kan vastgehouden worden aan het prijsspectrum, waarbij ervan uitgegaan mag worden dat de prijzen in de steden binnen het rijk in de eerste en tweede eeuw ongeveer gelijk waren. Voor de prostitutie buiten de steden zijn er over het algemeen weinig bewijzen voorhanden, waarbij de conclusie mag worden getrokken dat de prijzen daar iets hoger lagen. Dat kan blijkbaar verklaard worden doordat op het platteland een duidelijk geringere concurrentiesituatie heerste dan in de steden. In een bekend document uit Aesernia wordt een klant de rekening gepresenteerd. Hierbij werd ook een prostituee, die blijkbaar onzelfstandig bij een logement werkzaam was, afgerekend. Zij vormde met acht as zelfs het grootste deel van de rekening (14 as), die ook het onderdak, maaltijd en het hooi voor de ezel omvatte.
De behoeften voor het levensonderhoud werden, voor zover dat mogelijk was, door de historici Duncan Jones, Bettina Eva Stumpp en anderen berekend. Stumpp stelt het bestaansminimum vast op 3.000 as per jaar. Op grond van haar berekeningen konden prostituees bij ideale omstandigheden ongeveer 6.500 tot 12.000 as netto verdienen. Maar het is onduidelijk tot in hoeverre deze voorbeeldrekening de toenmalige realiteit weergeeft. Bovendien verloren de prostituees door hun toenemende leeftijd ook hun aantrekkingskracht; daarom moet met prijsdalingen rekening worden gehouden. Onzelfstandige prostituees kregen natuurlijk minder, terwijl hun souteneur of eigenaar het geld in ontvangst nam. Desondanks kan worden aangenomen, dat vooral zelfstandige prostituees deels genoeg geld verdienden om voor zichzelf een of meerdere slaven te kopen, om hen als zij zelf eenmaal op leeftijd waren voor zich te laten prostitueren.
Over de prijzen voor slavinnen, die voor de prostitutie werden aangetrokken, is tot nu toe weinig bekend. In de literatuur zijn wel enkele zeer hoge prijsopgaven bekend, die echter vooral in samenhang met de kritiek op de keizerlijke spilzucht en hun verkwistende levensstijl slaan, en die niets met de werkelijkheid van doen hebben. Voor een normale prostituee is waarschijnlijk Martialis' prijsopgave van 600 denarii aannemelijk. Dat is in het laagste prijssegment voor slaven aannemelijk, hetgeen realistisch is, omdat prostituees ongeschoold waren en geen bijzondere vaardigheden bezaten.

### Rechtsbetrekkingen

#### Principaat

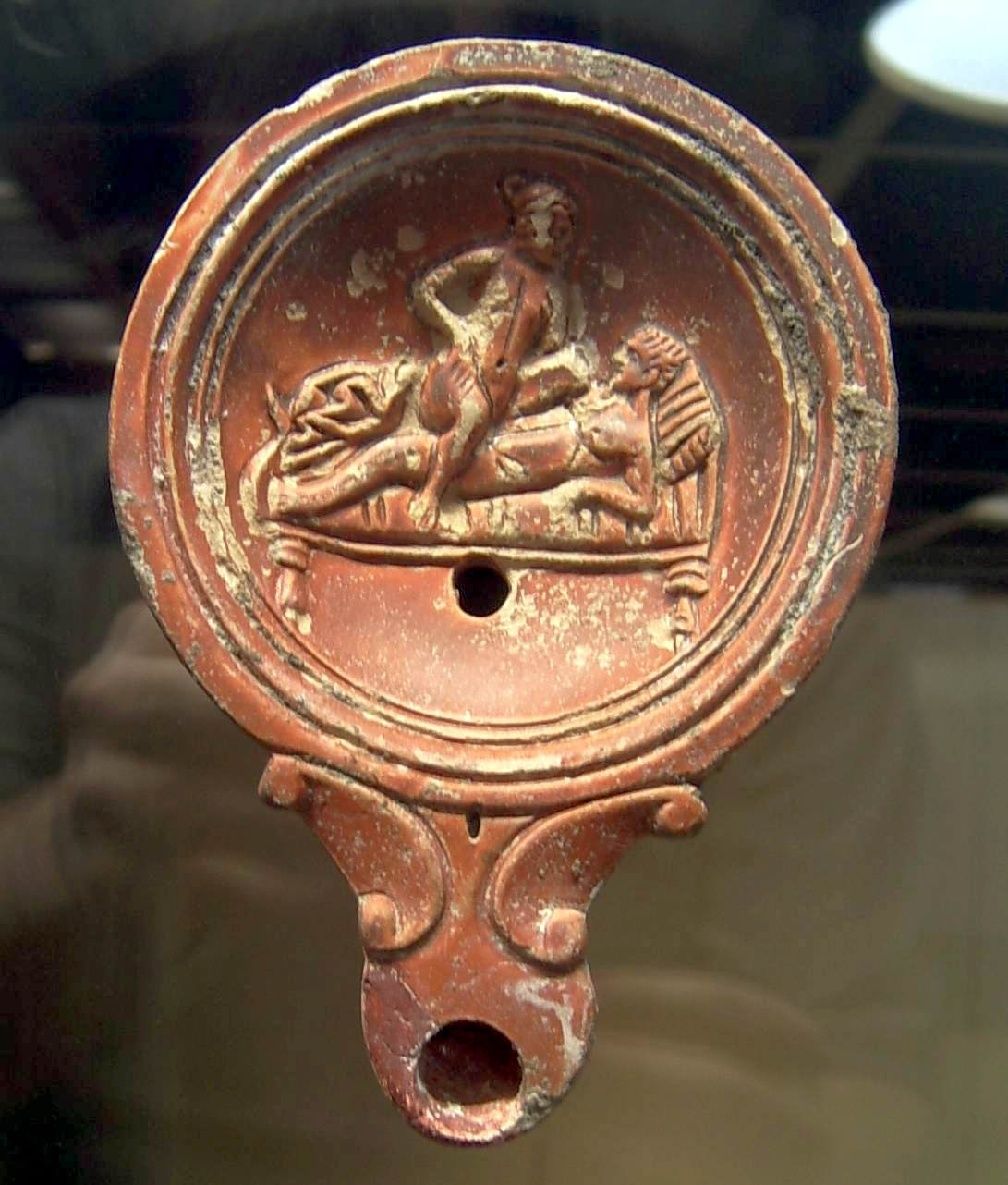
Paar bij het geslachtsverkeer (Romeinse olielamp, Römisch-Germanisches Museum, Keulen).

Binnen het Romeins recht werden telkens pogingen ondernomen om de prostitutie te reguleren. Een poging om de prostitutie af te schaffen, werd tot in de Late oudheid (zie onder) niet ondernomen. De belangrijkste juridische verordening was de lex Iulia et Papia, die het de sociaal hogergeplaatsten verbood om met prostituees te trouwen. Doel van deze wet was, de overgang van prostituees naar de hogere sociale lagen van het Romeinse volk te verhinderen. Voor prostituees was vooral de lex Iulia de adulteriis coercendis van betekenis. De wet diende als uitzondering van de harde zedenwetgeving. Zo werden prostituees door deze wetten verschoond van strafvervolging wegens echtbreuk. Daarmee werd de plaats van koopbare personen binnen de Romeinse samenleving geregeld. Juridisch stonden zij helemaal onderaan en aan de rand van de samenleving. Dit gold eveneens voor aanverwante beroepen, van wie de prostituees de voorvechters waren, en die vaak ook in beroepsanalyse gelijkgesteld waren, zoals mannelijke en vrouwelijke toneelspelers, barmeisjes, zangeressen en danseressen.
Net als in andere beroepsgroepen en personen, die als infamia van deelname waren uitgesloten, mochten prostituees niet, of slechts beperkte mate, erfeniskwesties aanvaarden. Voor laster en verkrachting, vooral door personen uit de hogere klassen, waren de meisjes niet beschermd; ze waren praktisch vogelvrij. Het is in het onderzoek omstreden, of het binnendringen in een gesloten ruimte, en de aansluitende verkrachting van een tot slaaf gemaakte prostituee als verkrachting gold, of dat het hier om het zakelijk recht ging.
In de loop van de keizertijd werden steeds meer wetten van kracht, die zich tegen gedwongen prostitutie keerden, zoals de reeds eerder vermelde Wetgeving tegen de prostitutie van kinderen onder Domitianus. Maar ook het prostitueren van slavinnen, die nadrukkelijk onder de voorwaarden verkocht of vererfd werden dat zij niet als prostituees mochten werken, was verboden. Zij werden vanuit deze wet nadrukkelijk door het Romeinse recht beschermd. In de bronnen zijn er veel plaatsen waar over het veronachtzamen van zulke verdragsclausules wordt bericht. Vrijgelaten vroegere slavinnen mochten er niet toe gedwongen worden, hun schulden als prostituees af te lossen.
Sinds de regering van Caligula moesten prostituees en souteneurs een belasting voldoen, die op Griekse voorbeelden rustte en die over het algemeen overeenkwam met de prijs voor een bijslaap met de betreffende prostituee. In Egypte werd een vast bedrag opeisbaar. Veel overgeleverde documenten spreken over een consequente heffing van belastingen. Hiervoor waren verschillende organen bevoegd: in Rome en Carthago bijvoorbeeld verschillende rangen van het leger, in Palmyra en Egypte burgerlijke belastinggaarders.
Deze vorm van belasting was voor de Romeinse staat blijkbaar van grote betekenis, hetgeen de consequente heffing ervan, tot in de christelijke tijd, verklaart. Bovendien was dit een erkenning voor de legaliteit van de prostitutie. Zolang de belasting geheven werd, was prostitutie in het Romeinse Rijk toegestaan.

#### In de late oudheid
De uitbreiding van het christendom had ook effect op de prostitutie: aan het einde van de 3e eeuw zwoer Pelagia haar vroegere leven af, trok zich terug in ascese en stond ze haar vermogen aan de kerk af. Bisschop Nonnus zou echter geweigerd hebben dit aan te aanvaarden.
Constantijn de Grote, die het christendom bevoorrechtte, veranderde (merkwaardig genoeg) weinig aan de bestaande houding van de staat tegenover de prostitutie – hetgeen niet wil zeggen, dat er in de Late oudheid niet serieuze pogingen ondernomen werden om de prostitutie te ontbinden. Rond het midden van de 5e eeuw werden er van staatswege pogingen ondernomen bepaalde problemen van de prostitutie op te lossen: de, in de bronnen als vrome christen omschreven, praefectus praetorio per Orientem Florentinus zorgde er tijdens de regeerperiode van Theodosius II voor, dat in het jaar 428 een nieuwe wet kwam. Op basis van deze wet konden prostituees bij de bisschop, de provinciegouverneur of in de steden bezwaar aantekenen, wanneer ze de wens uitten om uit hun beroep te stappen. Bovendien zorgde Florentinus in 439 ervoor, dat alle prostituees in de hoofdstad Constantinopel werden vrijgelaten en dat alle bordeelhouders de stad werden uitgezet. Ook werd het, zoals reeds vermeld, vaders verboden, financieel gewin te halen uit de prostitutie van hun dochters.
De achtergrond van dit alles was niet alleen de kritiek van enkele christelijke schrijvers: het werd als onethisch beschouwd dat de staat voordeel had door de prostitutie; hierdoor werd het contrast tussen het oude Imperium Romanum en het nieuwe Imperium Romanum Christianum duidelijk. Onder de Oost-Romeinse keizer Leo I werd de prostitutie ten slotte verboden, de overeenkomstige belasting werd opgeheven; beide maatregelen bleken weinig effectief. Onder keizer Anastasius I was aan het einde van de 5e eeuw weer sprake van het heffen van belasting op prostitutie.
In de tijd van Justinianus werden meerdere wetten ter bescherming van jonge meisjes van kracht, nadat bekend werd, dat de omvang van de prostitutie in de hoofdstad weer toenam. In de provincies werden meisjes, deels jonger dan tien jaar, door „handelaren“ opgekocht. Aan deze praktijken maakte de keizer een eind. Zijn vrouw Theodora zette zich in voor prostituees: ze liet de meisjes bevrijden, de bordelen sluiten, gaf ze kleding en een klein geldbedrag.

## Onderzoeksgeschiedenis

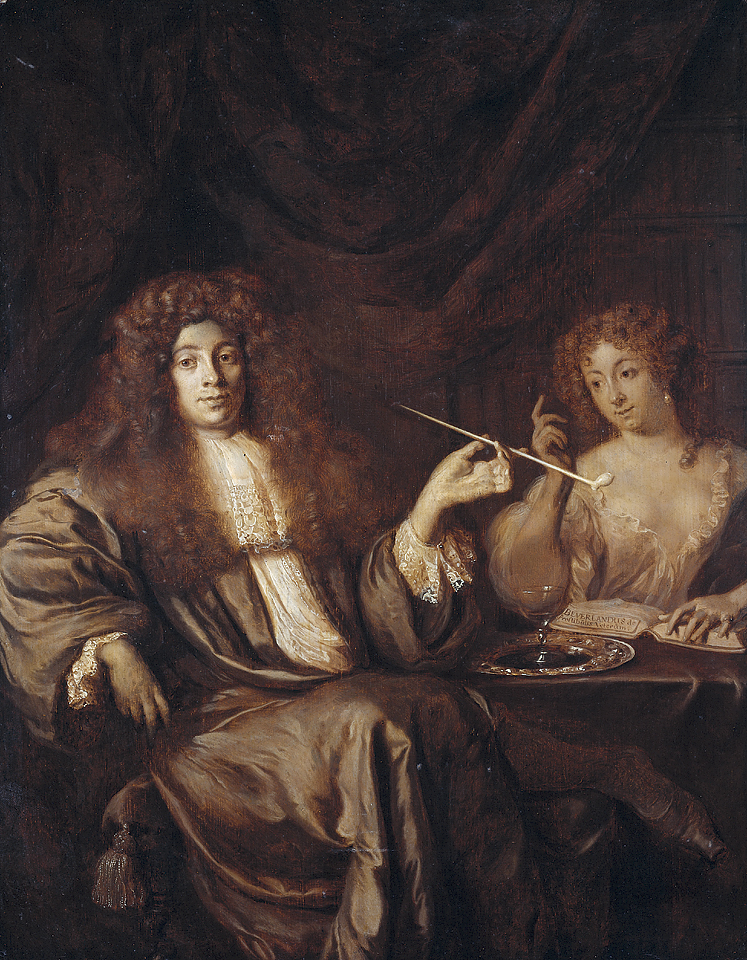
Adriaan Beverland (1651-ca.1712). Schrijver van theologische werken en hekelschriften, met een dame van lichte zeden, 1678, Ary de Vois.
Op tafel ligt zijn De Prostibulis Veterum (Bordelen in de Oudheid).

Net als bij andere thema's, die betrekking hebben op seksualiteit, hielden eerst vakvreemde auteurs, die voornamelijk populairwetenschappelijk algemene overzichten uitgaven, zich bezig met de thematiek. Vakkundige wetenschappers beschouwden het thema niet serieus en ontoelaatbaar. Als ze zich al bezighielden met dit thema dan was dat slechts onder een pseudoniem. Daarom is het geen wonder, dat er verschillende foute interpretaties ontstonden, die zich tot op de dag van vandaag in de samenleving staande houden. Meestal waren deze eerste werken delen van Gesamtdarstellungen zoals Die Geschlechtsausschweifungen unter den Völkern der alten und der neuen Welt geschichtlich und das Gewerbe feiler Weiber staatsrechtlich dargestellt (Anoniem, 1826). Over het algemeen werden ze geschreven onder het smoesje de zedelijkheid te willen verheffen of de geslachtsziekten te willen bestrijden. In aansprekender werken zoals dat van Ludwig Friedlaender werd het thema slechts zijdelings behandeld.
Een opbloei beleefde het thema aan het einde van de 19e en begin 20e eeuw. Onder invloed van het socialisme, de psychoanalyse, de vrouwenrechtenbeweging en de beginnende seksuele liberalisering zochten, en vonden, academici een nieuwe toegang tot dit thema. De eerste wetenschappelijke verhandeling kwam van de hand van de arts, en grondlegger van de moderne seksualiteitswetenschap, Iwan Bloch. Maar ook zijn werk had nog als doel om de prostitutie als verschijnsel uit te bannen. Daarom is het niet vreemd, dat veel van zijn aanzetten tegenwoordig als achterhaald worden beschouwd.
In het huidige onderzoek werden als voorbeeld hetaeren aanvankelijk op geïdealiseerde wijze op de voorgrond geplaatst. Dat ze, naast de uitoefening van hun vaardigheden, ook nog tegen betaling met mannen sliepen, werd als een onaangenaam nevenverschijnsel vaak naar de achtergrond gedrongen. Een andere visie vertegenwoordigden zij, die onder invloed van het, zich uitbreidende, feminisme stonden. Ze deelden de vrouwen in twee categorieën in: getrouwde vrouwen, wier seksualiteit door de mannen werd begrensd, en prostituees. De laatsten waren zowel eenvoudige prostituees als haetaren en zelfs concubines. Uiteindelijk hingen beide denkbeelden van geïdealiseerde vrouwenvoorstellingen aan. Het huidige onderzoek ziet hier geen eenduidige scheidingsmogelijkheden meer, alle grenzen zijn vloeibaar.
Pas in 1960 ontstond er een nieuwe golf die zich met dit thema bezighield. Onder andere Hans Herter onderzocht dit terrein. Hij publiceerde een, in zijn tijd, veelbesproken artikel, dat nog altijd in grote mate bruikbaar is. Terugkijkend zijn de werken uit deze periode tijdoverschrijdend met Grieken en Romeinen en zijn ze tegenwoordig van beperkt wetenschappelijk belang.
Aan het einde van de jaren tachtig namen de studies van Ingeborg Peschel en Carola Reinsberg ook een feministisch standpunt in binnen de klassieke geschiedbeoefening. Het werk van beide interpreteerde het beeld van de Griekse hetaeren opnieuw. Bettina Eva Stumpp publiceerde een omvangrijke studie over prostitutie in het Romeinse Rijk. Ten laatste sinds de jaren negentig is het thema uit het verdomhoekje gehaald, en vele privéstudies vanuit de historisch en archeologische hoek houden zich bezig met de deelaspecten van dit onderzoeksgebied.